# كانتون كنار
كانتون كنار (بالإنجليزية: Cañar Canton)‏ هو كانتون في الإكوادور، يتبع مقاطعة كانار.

## أعلام
- أندريس كوردوفا